# Karolina Młodawska
Karolina Młodawska (ur. 4 października 1996 w Kielcach) – polska lekkoatletka specjalizująca się w skoku w dal i trójskoku.

## Kariera sportowa
Jest mistrzynią Polski w trójskoku z 2020, wicemistrzynią w tej konkurencji z 2021 i 2023, a także brązową medalistką mistrzostw Polski w skoku w dal z 2019 i 2021 oraz w trójskoku z 2022 i 2024.
Złota medalistka halowych mistrzostw Polski w skoku w dal w 2020 oraz w trójskoku w 2022 i 2024. Srebrna medalistka w skoku w dal w 2019 i 2021 oraz w trójskoku w 2023, a także brązowa medalistka halowych mistrzostw Polski w trójskoku (2021 i 2023) i w skoku w dal (2023). Brązowa medalistka młodzieżowych mistrzostw Polski w 2018 w skoku w dal.

## Rekordy życiowe
- skok w dal (stadion) – 6,24 m (10 sierpnia 2020, Sollentuna)
- skok w dal (hala) – 6,45 m (1 marca 2020, Toruń)
- trójskok (stadion) – 13,80 m (28 maja 2023, Łódź)
- trójskok (hala) – 13,59 m (17 lutego 2024, Toruń)